# Heinrich Agatius Gottlob Tuch
 Heinrich Agatius Gottlob Tuch  (* 4. Juli 1766 in Gera, Thüringen; † 3. Juli 1821 in Leipzig) war ein deutscher Sänger (Bass), Komponist und Musikverleger.

## Leben
Tuch wurde als Sohn eines Färbers geboren. Er erhielt musikalischen Unterricht bei dem Kantor des Geraer Gymnasiums Nathanael Gottfried Gruner.  
Vorübergehend lebte seine Familie in Sangerhausen, wo er sich beim Organisten Johann Heinrich Rolle weiterbildete. Nach Gera zurückgekehrt, wurde er wieder Schüler Gruners. Ab 1786 studierte er in Leipzig Theologie und „schöne Wissenschaften“ und erhielt er von Johann Friedrich Doles Kompositionsunterricht und Unterricht in Harmonielehre. 
1788 erschien von ihm eine erste Liedersammlung. Von 1790 an war er an verschiedenen Theatern als Sänger, Musikdirektor und Komponist tätig. 1795 wurde er als Bassist und Schauspieler an der Fürstlich-Anhaltisch-Dessauischen Schauspielergesellschaft engagiert. 1799 gründete er den ersten Dessauer Musikverlag, in dem er vorwiegend seine eigenen Werke publizierte. Ab 1816 existierte eine Zweigstelle seines Verlages in Leipzig, wohin er auch übersiedelte.

## Werke
- Der glückliche Tag (von Christian August Vulpius), Operette
- Weiterhin mehrere Schauspielmusiken, einzelne Arien
- Großer Trauermarsch op. 40 auf den Heldentod des Herzogs Friedrich Wilhelm von Braunschweig.